# Roinville (Essonne)
Roinville (auch: Roinville-sous-Dourdan) ist eine französische Gemeinde mit 1.314 Einwohnern (Stand: 1. Januar 2022) im Département Essonne in der Region Île-de-France; sie gehört zum Arrondissement Étampes und ist Teil des Kantons Dourdan. Die Einwohner werden Roinvillois genannt.

## Geographie
Roinville liegt etwa 42 Kilometer südsüdwestlich von Paris am Orge. Umgeben wird Roinville von den Nachbargemeinden Saint-Cyr-sous-Dourdan im Norden und Nordwesten, Le Val-Saint-Germain im Nordosten, Sermaise im Osten, Boissy-le-Sec im Südosten, La Forêt-le-Roi im Süden, Les Granges-le-Roi im Südwesten sowie Dourdan im Westen und Nordwesten.

## Bevölkerungsentwicklung
| Jahr                      | 1962 | 1968 | 1975 | 1982 | 1990 | 1999 | 2006 | 2013 |
| Einwohner                 | 348  | 416  | 396  | 522  | 695  | 888  | 1168 | 1292 |
| Quelle: Cassini und INSEE |      |      |      |      |      |      |      |      |

## Sehenswürdigkeiten
Siehe auch: Liste der Monuments historiques in Roinville (Essonne)
- Kirche Saint-Denis aus dem 11. Jahrhundert, Umbauten aus dem 15. Jahrhundert, seit 1984 Monument historique
- Schloss Roinville aus dem 17. Jahrhundert, seit 1945 Monument historique
- Ferme de Châteaupers aus dem 14. Jahrhundert, seit 1977 Monument historique
- Waschhaus, erbaut 1880

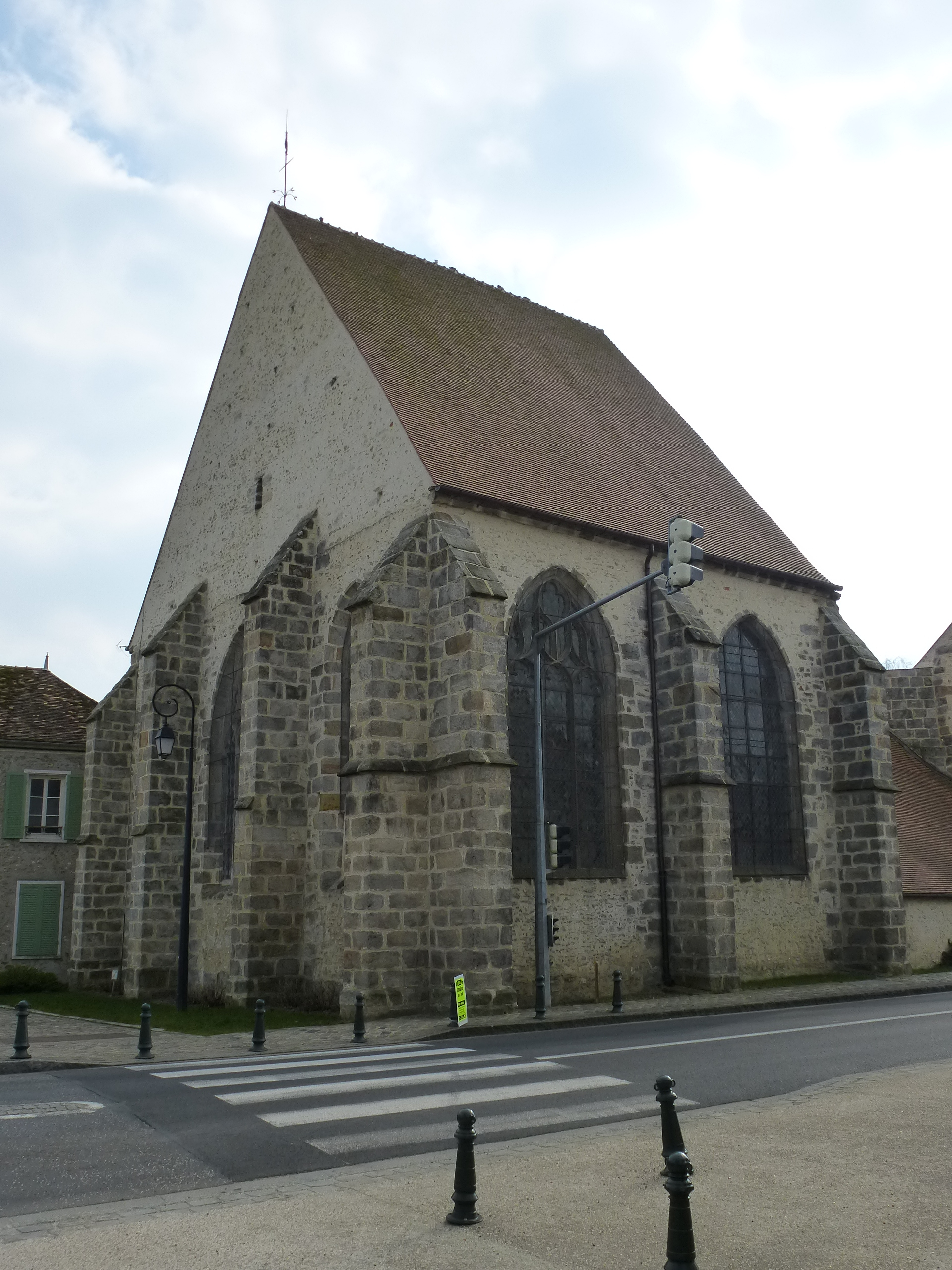
Kirche Saint-Denis
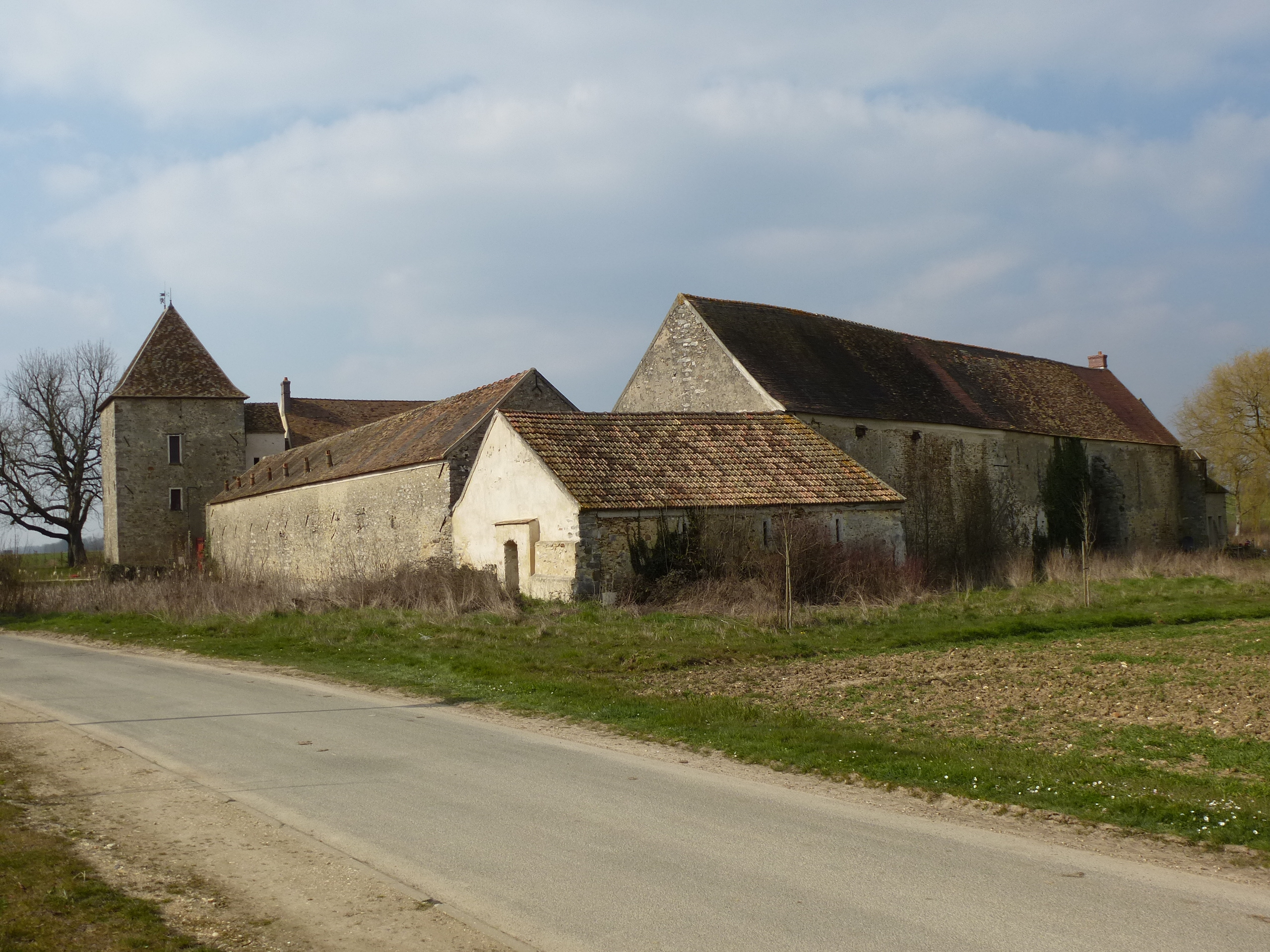
Gutshof Châteaupers